# Jason Klein
Jason Robert Klein (Dearborn, 25 dicembre 1976) è un ex cestista statunitense con cittadinanza tedesca, professionista in Spagna.